# 임천중학교
임천중학교(林川中學校)는 대한민국 충청남도 부여군 임천면 구교리에 있는 공립 중학교이다.

## 학교 연혁
- 1951년 8월 31일 : 임천중학교 설립인가(6학급)
- 1951년 9월 25일 : 개교 및 입학식
- 1952년 3월 30일 : 제1회 졸업식 거행
- 1970년 10월 21일 : 본관 건물 신축
- 2006년 2월 28일 : 남성중학교 충화분교 통합
- 2024년 1월 5일 : 제73회 졸업 (8명) (총 졸업생수 10,410명)
- 2024년 3월 4일 : 2024학년도 입학 (14명)
- 2024년 9월 1일 : 제31대 김연화 교장 부임

## 참고 자료
- 임천중학교 - 한국교육학술정보원 학교알리미